# Romance (1930)
Romance is een Amerikaanse dramafilm uit 1930 onder regie van Clarence Brown. Het scenario is gebaseerd op het gelijknamige toneelstuk uit 1913 van de Amerikaanse toneelschrijver Edward Sheldon.

## Verhaal
Harry wil trouwen met een actrice, maar zijn conservatieve familie keurt hun relatie af. Zijn grootvader is een anglicaanse bisschop. Op oudejaarsavond gaat Harry bij hem te rade. Hij vertelt zijn kleinzoon hoe hij zelf als jonge dominee verliefd werd op een Italiaanse operazangeres. Er werd gefluisterd dat zij de maîtresse was van een miljonair. Hun verschillende sociale achtergrond maakte een verloving onmogelijk. Aan het eind van het verhaal is Harry vastbesloten om zich niets aan te trekken van het oordeel van zijn familie en om te trouwen uit liefde.

## Rolverdeling
| Acteur          | Personage          |
| --------------- | ------------------ |
| Greta Garbo     | Rita Cavallini     |
| Lewis Stone     | Cornelius van Tuyl |
| Gavin Gordon    | Tom Armstrong      |
| Elliott Nugent  | Harry              |
| Florence Lake   | Susan van Tuyl     |
| Clara Blandick  | Abigail Armstrong  |
| Henry Armetta   | Beppo              |
| Mathilde Comont | Vannucci           |
| Rina De Liguoro | Nina               |

## Prijzen en nominaties
| Jaar | Prijs  | Categorie                  | Genomineerde(n) | Uitslag     |
| ---- | ------ | -------------------------- | --------------- | ----------- |
| 1930 | Oscars | Beste vrouwelijke hoofdrol | Greta Garbo     | Genomineerd |
| 1930 | Oscars | Beste regie                | Clarence Brown  | Genomineerd |